# Lord sindaci della Città di Londra
Questa lista dei Lord sindaci di Londra elenca tutte le persone succedutesi al titolo di Lord sindaco (Lord Mayor) della corporazione di Londra.

## Prima del 1300
- 1189-1212 Henry Fitz-Ailwin de Londonestone
- 1212-1214 Roger Fitzalan
- 1215 Serlo le Mercer
- 1215 William Hardel
- 1216 James Alderman
- 1217 Salomon de Basing
- 1218-1221 Serlo le Mercer
- 1222-1226 Richard Renger
- 1227-1231 Roger le Duke
- 1231-1237 Andrew Buckerel
- 1238 Richard Renger
- 1239 William Joynier
- 1240 Gerard Bat
- 1240 Reginald de Bungheye
- 1241-1243 Ralph Ashwy
- 1244/45 Michael Tovy
- 1246 John Gisors
- 1246 Peter Fitzalan
- 1247/48 Michael Tovy
- 1249 Roger Fitzroger
- 1250 John Norman
- 1251 Adam de Basing
- 1252 John Tulesan
- 1253 Nicholas Bat
- 1254-1257 Ralph Hardel
- 1258 William Fitzrichard
- 1259 John Gisors
- 1259/1260 William Fitzrichard
- 1261-1265 Thomas Fitzthomas
- 1265 Hugh Fitzotho
- 1265 John Walerand
- 1265 John de La Linde
- 1266 William Fitzrichard
- 1267 Alan La Zuche
- 1268 Thomas de Lppegrave
- 1268 Stephen de Eddeworth
- 1269 Hugh Fitzotho
- 1270 John Adrien
- 1271/72 Walter Hervey
- 1273 Henry le Waleys
- 1274-1280 Gregory de Rokesley
- 1281 Henry le Waleys
- 1284 Gregory de Rokesley
- 1285 Ralph Sandwich
- 1289 John le Breton
- 1289-1292 Ralph Sandwich
- 1293-1297 John le Breton
- 1298 Henry le Waleys
- 1299-1301 Elias Russell

## XIV secolo
- 1301-1307 John le Blund
- 1308 Nicholas de Farndone
- 1309 Thomas Romeyn
- 1310 Richer de Refham
- 1311/12 John de Gisors
- 1313 Nicholas de Farndone
- 1314 John de Gisors
- 1315 Stephen de Abyndon
- 1316/18 John de Wengrave
- 1319 Hamo de Chigwell
- 1320 Nicholas de Farndone
- 1321 Robert de Kendale
- 1321/22 Hamo de Chigwell
- 1323 Nicholas de Farndone
- 1323 Hamo de Chigwell
- 1326 Richard de Betoyne
- 1327 Hamo de Chigwell
- 1328 John de Grantham
- 1329 Simon Swanlond
- 1330/31 John de Pulteney
- 1332 John de Prestone
- 1333 John de Pulteney (secondo mandato)
- 1334/35 Reginald de Conduit
- 1336 John de Pulteney
- 1337/38 Henry Darci
- 1339/40 Andrew Aubrey
- 1341 John de Oxenford
- 1342 Simon Frauncis
- 1343/44 John Hamond
- 1345 Richard le Lacer
- 1346 Geoffrey de Wichingham
- 1347 Thomas Leggy
- 1348 John Lovekyn
- 1349 Walter Turke
- 1350 Richard de Kislingbury
- 1351 Andrew Aubrey
- 1352/53 Adam Fraunceys
- 1354 Thomas Leggy
- 1355 Simon Frauncis
- 1356 Henry Picard
- 1357 John de Stodeye
- 1358 John Lovekyn (secondo mandato)
- 1359 Simon Dolseley
- 1360 John Wroth
- 1361 John Pecche
- 1362 Stephen Cavendisshe
- 1363 John Nott
- 1364/65 Adam de Bury
- 1366 John Lovekyn (terzo mandato)
- 1367 James Andreu
- 1368 Simon de Mordone
- 1369 John de Chichester
- 1370/71 John Bernes
- 1372 John Pyel
- 1373 Adam de Bury
- 1374 William Walworth (primo mandato)
- 1375 John Warde
- 1376 Adam Stable
- 1377 Nicholas Brembre
- 1378 John Philipot
- 1379 John Hadle
- 1380 William Walworth (secondo mandato)
- 1381-1382 John de Northampton
- 1383-1385 Sir Nicholas Brembre
- 1386 Nicholas Exton
- 1388 Sir Nicholas Twyford
- 1389 William Venour
- 1390 Adam Bamme
- 1391 John Heende
- 1392 Sir Edward Dalyngrigge
- 1392 Sir Baldwin Radyngton
- 1392 William Staundon
- 1393 John Hadle
- 1394 John Fresshe
- 1395 William More
- 1396 Adam Bamme (morto in carica)
- 1397 Richard Whittington (nominato da Riccardo II)
- 1397 Richard Whittington (secondo mandato)
- 1398 Drew Barentyn
- 1399 Thomas Knolles
- 1400 John Fraunceys

## XV secolo
- 1401 John Shadworth
- 1402 John Walcote
- 1403 William Askham
- 1404 John Heende (secondo mandato)
- 1405 John Wodecok
- 1406 Richard Whittington (terzo mandato)
- 1407 William Staundon
- 1408 Drugo Barentyn
- 1409 Richard Merlawe
- 1410 Thomas Knolles
- 1411 Robert Chichele
- 1412 William Walderne
- 1413 William Crowmere
- 1414 Thomas Fauconer
- 1415 Nicholas Wotton
- 1416 Henry Barton
- 1417 Richard Merlawe
- 1418 William Sevenoke
- 1419 Richard Whittington (quarto mandato)
- 1420 William Cauntbrigge
- 1421 Robert Chichele
- 1422 William Walderne
- 1423 William Crowmere
- 1424 John Michell
- 1425 John Coventre
- 1426 John Reynwell
- 1427 John Gedney
- 1428 Henry Barton
- 1429 William Estfeld
- 1430 Nicholas Wotton
- 1431 John Welles
- 1432 John Perneys
- 1433 John Brokley
- 1434 Robert Otele
- 1435 Henry Frowyk
- 1436 John Michell
- 1437 William Estfeld
- 1438 Stephen Broun
- 1439 Robert Large
- 1440 John Paddesle
- 1441 Robert Clopton
- 1442 John Hatherle
- 1443 Thomas Catworth
- 1444 Henry Frowyk
- 1445 Simon Eyre
- 1446 John Olney
- 1447 John Gedney
- 1448 Stephen Broun
- 1449 Thomas Chalton
- 1450 Nicholas Wyfold
- 1451 William Gregory
- 1452 Geoffrey Feldynge
- 1453 John Norman
- 1454 Stephen Forster
- 1455 William Marowe
- 1456 Thomas Canynges
- 1457 Geoffrey Boleyn
- 1458 Thomas Scott
- 1459 William Hulyn
- 1460 Richard Lee
- 1461 Hugh Wiche
- 1462 Thomas Cooke
- 1463 Matthew Philip
- 1464 Ralph Josselyn
- 1465 Ralph Verney
- 1466 John Yonge
- 1467 Thomas Oulegrave
- 1468 William Taillour
- 1469 Richard Lee
- 1470 John Stockton
- 1471 William Edward
- 1472 Sir William Hampton
- 1473 John Tate
- 1474 Robert Drope
- 1475 Robert Bassett
- 1476 Sir Ralph Josselyn
- 1477 Humphrey Hayford
- 1478 Sir Richard Gardiner
- 1479 Sir Bartholomew James
- 1480 John Browne
- 1481 William Haryot
- 1482 Sir Edmund Shaa
- 1483 Robert Billesdon
- 1484 Thomas Hill, primo Lord sindaco protestante
- 1485 Sir William Stokker
- 1485 John Warde
- 1485 Sir Hugh Bryce
- 1486 Henry Colet
- 1487 William Horne
- 1488 Robert Tate
- 1489 William White
- 1490 John Mathewe
- 1491 Hugh Clopton
- 1492 Sir William Martyn
- 1493 Ralp Astry
- 1494 Richard Chawry
- 1495 Sir Henry Colet
- 1496 John Tate
- 1497 William Purchase
- 1498 Sir John Percyvale
- 1499 Nicholas Ailwyn
- 1500 William Remyngton

## XVI secolo
- 1501 Sir John Shaa
- 1502 Bartholomew Rede
- 1503 Sir William Capel
- 1504 John Wynger
- 1505 Thomas Kneseworth
- 1506 Sir Richard Haddon
- 1507 William Browne
- 1508 Sir Lawrence Aylmer
- 1508 Stephen Jenyns, mercante di lana
- 1509 Thomas Bradbury
- 1510 Sir William Capel
- 1510 Henry Kebyll
- 1511 Roger Achleley
- 1512 William Copynger
- 1513 Sir Richard Haddon
- 1513 William Browne
- 1514 Sir John Tate
- 1514 George Monoux
- 1515 William Boteler
- 1516 John Rest
- 1517 Thomas Exmewe
- 1518 Thomas Mirfyn
- 1519 James Yarford
- 1520 John Brugge
- 1521 John Milborne
- 1522 John Mundy (successivamente creato cavaliere)
- 1523 Thomas Baldry
- 1524 William Bayley
- 1525 John Aleyn
- 1526 Sir Thomas Semer
- 1527 James Spencer
- 1528 John Rudstone
- 1529 Ralph Dodmer
- 1530 Thomas Pargeter
- 1531 Nicholas Lambarde
- 1532 Stephen Pecocke
- 1533 Christopher Ascue
- 1534 Sir John Champneys
- 1535 Sir John Aleyn
- 1536 Ralph Warren
- 1537 Sir Richard Gresham
- 1538 William Forman
- 1539 Sir William Hollyes
- 1540 William Roche
- 1541 Michael Dormer
- 1542 John Cotes
- 1543 William Bowyer
- 1544 Sir Ralph Warren
- 1544 William Laxton
- 1545 Sir Martin Bowes
- 1546 Henry Huberthorn
- 1547 Sir John Gresham
- 1548 Henry Amcotts
- 1549 Sir Rowland Hill
- 1550 Andrew Judde
- 1551 Richard Dobbis
- 1552 George Barne
- 1553 Thomas Whyte
- 1554 John Lyon
- 1555 William Gerrard
- 1556 Thomas Offley
- 1557 Thomas Curtes
- 1558 Sir Thomas Leigh
- 1559 Sir William Huett
- 1560 Sir William Chester
- 1561 William Harpur
- 1562 Thomas Lodge
- 1563 John Whyte
- 1564 Richard Malorye
- 1565 Richard Champyon
- 1566 Christopher Draper
- 1567 Roger Martyn
- 1568 Thomas Rowe
- 1569 Alexander Avenon
- 1570 Rowland Heyward
- 1571 William Allen
- 1572 Lionel Duckett
- 1573 John Ryvers
- 1574 James Hawes
- 1575 Ambrose Nicholas
- 1576 John Langley
- 1577 Thomas Ramsay
- 1578 Richard Pype
- 1579 Nicholas Woodroffe
- 1580 John Branche
- 1581 James Harvye
- 1582 Thomas Blanke
- 1583 Edward Osborne
- 1584 Thomas Pullyson
- 1585 Wolstan Dixie
- 1586 George Barne (politico)
- 1587 Sir George Bonde
- 1588 Martin Calthorp
- 1589 Richard Martin
- 1589 John Harte
- 1590 John Allot
- 1591 Sir Rowland Heyward
- 1591 William Webbe
- 1592 Sir William Rowe
- 1593 Cuthbert Buckell
- 1594 Sir Richard Martin
- 1594 John Spencer
- 1595 Stephen Slanye
- 1596 Thomas Skinner
- 1596 Henry Billingsley
- 1597 Richard Saltonstall, zio di Sir Richard Saltonstall de Massachusetts
- 1598 Stephen Soame
- 1599 Nicholas Mosley
- 1600 William Ryder

## XVII secolo
- 1601 John Gerrard
- 1602 Robert Lee
- 1603 Sir Thomas Bennett
- 1604 Sir Thomas Lowe
- 1605 Sir Leonard Holliday
- 1606 Sir John Watts
- 1607 Sir Henry Rowe
- 1608 Sir Humphrey Weld
- 1609 Sir Thomas Cambell
- 1610 Sir William Craven
- 1611 Sir James Pemberton
- 1612 Sir John Swynnerton
- 1613 Sir Thomas Middleton
- 1614 Sir Thomas Hayes
- 1615 Sir John Jolles
- 1616 John Leman
- 1617 George Bolles
- 1618 Sir Sebastian Harvey
- 1619 Sir William Cockayne
- 1620 Sir Francis Jones
- 1621 Edward Barkham
- 1622 Peter Probie
- 1623 Martin Lumley
- 1624 John Gore
- 1625 Allan Cotton
- 1626 Cuthbert Hacket
- 1627 Hugh Hamersley
- 1628 Sir Richard Deane
- 1629 Sir James Campbell
- 1630 Sir Robert Ducie
- 1631 George Whitmore
- 1632 Nicholas Rainton
- 1633 Ralph Freeman
- 1634 Thomas Moulson
- 1634 Robert Parkhurst
- 1635 Christopher Clitherow
- 1636 Edward Bromfield
- 1637 Richard Ven
- 1638 Sir Maurice Abbot
- 1639 Henry Garraway
- 1640 Edmund Wright
- 1641 Richard Gurney
- 1642 Isaac Penington
- 1643 Sir John Wollaston
- 1644 Thomas Atkyn
- 1645 Thomas Adams
- 1646 Sir John Gayre
- 1647 John Warner
- 1648 Abraham Reynardson
- 1649 Thomas Andrewes
- 1649 Thomas Foot
- 1650 Thomas Andrewes
- 1651 John Kendricke
- 1652 John Fowke
- 1653 Thomas Vyner
- 1654 Christopher Pack
- 1655 John Dethick
- 1656 Robert Tichborne
- 1657 Richard Chiverton
- 1658 Sir John Ireton
- 1659 Thomas Allen
- 1660 Sir Richard Browne
- 1661 Sir John Frederick
- 1662 Sir John Robinson
- 1663 Sir Anthony Bateman
- 1664 Sir John Lawrence
- 1665 Sir Thomas Bludworth
- 1666 Sir William Bolton
- 1667 Sir William Peake
- 1668 Sir William Turner
- 1669 Sir Samuel Starling
- 1670 Sir Richard Ford
- 1671 Sir George Waterman
- 1672 Sir Robert Hanson
- 1673 Sir William Hooker
- 1674 Sir Robert Vyner
- 1675 Sir Joseph Sheldon
- 1676 Sir Thomas Davies
- 1677 Sir Francis Chaplin
- 1678 Sir James Edwards
- 1679 Sir Robert Clayton
- 1680 Sir Patience Ward
- 1681 Sir John Moore
- 1682 Sir William Prichard
- 1683 Sir Henry Tulse
- 1684 Sir James Smyth
- 1685 Sir Robert Geffrye
- 1686 Sir John Peake
- 1687 Sir John Shorter
- 1688 Sir John Eyles
- 1688 Sir John Chapman
- 1689/90 Thomas Pilkington
- 1691 Sir Thomas Stampe
- 1692 Sir John Fleet
- 1693 Sir William Ashurst
- 1694 Sir Thomas Lant
- 1695 Sir John Houblon
- 1696 Sir Edward Clarke
- 1697 Sir Humphrey Edwin
- 1698 Sir Francis Child
- 1699 Sir Richard Levett
- 1700 Sir Thomas Abney

## XVIII secolo
- 1701 Sir William Gore
- 1702 Sir Samuel Dashwood
- 1703 Sir John Parsons
- 1704 Sir Chnen Buckingham
- 1705 Sir Thomas Rawlinson
- 1706 Sir Robert Bedingfeld
- 1707 Sir William Withers
- 1708 Sir Charles Duncombe
- 1709 Sir Samuel Garrard
- 1710 Sir Gilbert Heathcote
- 1711 Sir Robert Beachcroft
- 1712 Sir Richard Hoare
- 1713 Sir Samuel Stanier
- 1714 Sir William Humfreys
- 1715 Sir Charles Peers
- 1716 Sir James Bateman
- 1717 Sir William Lewen
- 1718 Sir John Ward
- 1719 Sir George Thorold
- 1720 Sir John Fryer
- 1721 Sir William Stewart
- 1722 Sir Gerard Conyers
- 1723 Sir Peter Delme
- 1724 Sir George Merttins
- 1725 Sir Francis Forbes
- 1726 Sir John Eyles
- 1727 Sir Edward Becher
- 1728 Sir Robert Baylis
- 1729 Sir Robert Brocas
- 1730 Humphrey Parsons
- 1731 Francis Child
- 1732 John Barber
- 1733 Sir William Billers
- 1734 Sir Edward Bellamy
- 1735 Sir John Williams
- 1736 Sir John Thompson
- 1737 Sir John Barnard
- 1738 Micajah Perry
- 1739 Sir John Salter
- 1740 Humphrey Parsons
- 1741 Daniel Lambert
- 1741 Sir Robert Godschall
- 1742 George Heathcote
- 1742 Robert Willimott
- 1743 Robert Westley
- 1744 Henry Marshall
- 1745 Richard Hoare
- 1746 William Benn
- 1747 Sir Robert Ladbroke
- 1748 Sir William Calvert
- 1749 Sir Samuel Pennant
- 1750 John Blachford
- 1750 Francis Cockayne
- 1751 Thomas Winterbottom
- 1752 Robert Alsop
- 1752 Crisp Gascoyne
- 1753 Edward Ironside
- 1753 Thomas Rawlinson
- 1754 Stephen T. Janssen
- 1755 Slingsby Bethell
- 1756 Marshe Dickinson
- 1757 Sir Charles Asgill
- 1758 Sir Richard Glyn
- 1759 Sir Thomas Chitty
- 1760 Sir Mathew Blakiston
- 1761 Sir Samuel Fludyer
- 1762 William Beckford
- 1763 William Bridgen
- 1764 Sir William Stephenson
- 1765 George Nelson
- 1766 Sir Robert Kite
- 1767 Thomas Harley
- 1768 Samuel Tumer
- 1769 William Beckford
- 1770 Barlow Trecothick
- 1770 Brass Crosby
- 1771 William Nash
- 1772 James Towns(h)end
- 1773 Frederick Bull
- 1774 John Wilkes
- 1775 John Sawbridge
- 1776 Sir Thomas Hallifax
- 1777 Sir James Esdaile
- 1778 Samuel Plumbe
- 1779 Brackley Kennett
- 1780 Sir Watkin Lewes
- 1781 William Plomer
- 1782 Nathaniel Newnham
- 1783 Robert Peckham
- 1784 Richard Clark
- 1785 Thomas Wright
- 1786 Thomas Sainsbury
- 1787 John Burnell
- 1788 William Gill
- 1789 William Pickett
- 1790 John Boydell
- 1791 John Hopkins
- 1792 Sir James Sanderson
- 1793 Paul le Mesurier
- 1794 Thomas Skinner
- 1795 William Curtis
- 1796 Sir Brook Watson
- 1797 John William Anderson
- 1798 Sir Richard Glyn
- 1799 Harvey Christian Combe
- 1800 Sir William Staines

## XIX secolo
- 1801 Sir John Eamer
- 1802 Charles Price
- 1803 John Perring
- 1804 Peter Perchard
- 1805 James Shaw
- 1806 Sir William Leighton
- 1807 John Ansley
- 1808 Charles Flower
- 1809 Thomas Smith
- 1810 Joshua Smith
- 1811 Claudius Stephen Hunter
- 1812 George Scholey
- 1813 William Domville
- 1814 Samuel Birch
- 1815/16 Matthew Wood
- 1817 Christopher Smith
- 1818 John Atkins
- 1819 George Bridges
- 1820 John Thomas Thorp
- 1821 Christopher Magnay
- 1822 William Heygate
- 1823 Robert Waithman
- 1824 John Garratt
- 1825 William Venables
- 1826 Anthony Brown
- 1827 Matthias Prime Lucas
- 1828 William Thompson
- 1829 John Crowder
- 1830 John Key (due mandati)
- 1832 Sir Peter Laurie
- 1833 Charles Farebrother
- 1834 Henry Winchester
- 1835 William Taylor Copeland
- 1836 Thomas Kelly
- 1837 John Cowan
- 1838 Samuel Wilson
- 1839 Sir Chapman Marshall
- 1840 Thomas Johnson
- 1841 John Pirie
- 1842 John Humphrey
- 1843 William Magnay
- 1844 Michael Gibbs
- 1845 John Johnson
- 1846 Sir George Carroll
- 1847 John Kinnersley Hooper
- 1848 Sir James Duke
- 1849 Thomas Farncomb
- 1850 John Musgrove
- 1851 William Hunter
- 1852 Thomas Challis
- 1853 Thomas Sidney
- 1854 Francis Graham Moon
- 1855 David Salomons
- 1856 Thomas Finnis
- 1857 Sir Robert Carden
- 1858 David Wire
- 1859 John Carter
- 1860/61 William Cubitt (due mandati)
- 1862 William Rose
- 1863 William Lawrence
- 1864 Warren Hale
- 1865 Benjamin Phillips
- 1866 Thomas Gabriel
- 1867 William Allen
- 1868 James Lawrence
- 1869 Robert Besley
- 1870 Thomas Dakin
- 1871 Sills Gibbons
- 1872 Sir Sydney Waterlow
- 1873 Andrew Lusk
- 1874 David Stone
- 1875 William Cotton
- 1876 Sir Thomas White
- 1877 Thomas Owden
- 1878 Sir Charles Whetham
- 1879 Sir Francis W. Truscott
- 1880 William McArthur
- 1881 John Ellis
- 1882 Henry Knight
- 1883 Robert Fowler
- 1884 George Nottage
- 1885 Robert Fowler (secondo mandato)
- 1885 John Staples
- 1886 Sir Reginald Hanson
- 1887 Polydore de Keyser
- 1888 James Whitehead
- 1889 Sir Henry Isaacs
- 1890 Joseph Savory
- 1891 David Evans
- 1892 Stuart Knill
- 1893 George Tyler
- 1894 Sir Joseph Renals
- 1895 Sir Walter Wilkin
- 1896 George Faudel-Phillips
- 1897 Lt. Col. Horatio Davies
- 1898 Sir John Moore
- 1899 Alfred Newton
- 1900 Frank Green

## XX secolo
- 1901 Sir Joseph Dimsdale, I baronetto
- 1902 Sir Marcus Samuel, I visconte Bearsted
- 1903 Sir James Ritchie
- 1904 Sir John Pound
- 1905 Sir Walter Vaughan Morgan
- 1906 Sir William Treloar
- 1907 Sir John Bell
- 1908 Sir George Truscott
- 1909 Sir John Knill, II baronetto
- 1910 Sir Vezey Strong
- 1911 Sir Thomas Crosby
- 1912 Col. Sir David Burnett
- 1913 Sir Vansittart Bowater, I baronetto
- 1914 Col. Sir Charles Johnston
- 1915 Col. Sir Charles Wakefield, I visconte Wakefield
- 1916 Sir William Dunn, I baronetto
- 1917 Sir Charles Hanson
- 1918 Sir Brooks Marshall, I barone Marshall of Chipstead
- 1919 Sir Edward Cooper
- 1920 Sir James Roll
- 1921 Sir John Baddeley
- 1922 Sir Edward Moore
- 1923 Col. Sir Louis Newton
- 1924 Sir Alfred Bower
- 1925 Sir William Pryke
- 1926 Sir George Blades, I barone Ebbisham
- 1927 Sir Charles Batho
- 1928 Sir Kynaston Studd
- 1929 Sir William Waterlow, I baronetto
- 1930 Sir William P. Neal
- 1931 Sir Maurice Jenks
- 1932 Sir Percy Greenaway
- 1933 Sir Charles Collett
- 1934 Sir Stephen Killik
- 1935 Sir Percy Vincent
- 1936 Sir George Broadbridge, I barone Broadbridge
- 1937 Sir Harry Twyford
- 1938 Maj. Sir Frank Bowater, I baronetto
- 1939 Sir William Coxen
- 1940 Sir George Wilkinson
- 1941 Lt-Col. Sir John Laurie
- 1942 Sir Samuel Joseph
- 1943 Sir Frank Newson-Smith
- 1944 Sir Frank Alexander
- 1945 Sir Charles Davis
- 1946 Sir Bracewell Smith
- 1947 Sir Frederick Wells
- 1948 Sir George Aylwen
- 1949 Sir Frederick Rowland
- 1950 Sir Denys Lowson, I baronetto
- 1951 Sir Leslie Boyce, I baronetto
- 1952 Sir Rupert de La Bère, I baronetto
- 1953 Sir Noël Bowater, II baronetto
- 1954 Sir Seymour Howard, I baronetto
- 1955 Sir Cuthbert Ackroyd, I baronetto
- 1956 Sir Cullum Welch, I baronetto
- 1957 Sir Denis Truscott
- 1958 Sir Harold Gillett, I baronetto, MC
- 1959 Sir Edmund Stockdale, I baronetto
- 1960 Sir Bernard Waley-Cohen, I baronetto
- 1961 Sir Frederick Hoare, I baronetto
- 1962 Sir Ralph Perring, I baronetto
- 1963 Sir James Harman
- 1964 Sir James Miller
- 1965 Sir Lionel Denny
- 1966 Sir Robert Bellinger
- 1967 Sir Gilbert Inglefield
- 1968 Sir Charles Trinder
- 1969 Lt-Col. Sir Ian Bowater
- 1970 Sir Peter Studd
- 1971 Sir Edward Howard, II baronetto
- 1972 Il barone Mais, GBE
- 1973 Sir Hugh Wontner
- 1974 Sir Murray Fox
- 1975 Sir Lindsay Ring
- 1976 Sir Robin Gillett
- 1977 Sir Peter Vanneck
- 1978 Sir Kenneth Cork
- 1979 Sir Peter Gadsden
- 1980 Sir Ronald Gardner-Thorpe
- 1981 Sir Christopher Leaver
- 1982 Sir Anthony Jolliffe
- 1983 Dame Mary Donaldson, GBE
- 1984 Sir Alan Traill
- 1985 Sir Allan Davis
- 1986 Sir David Rowe-Ham
- 1987 Sir Greville Spratt
- 1988 Sir Christopher Collett
- 1989 Sir Hugh Bidwell
- 1990 Sir Alexander Graham
- 1991 Sir Brian Jenkins
- 1992 Sir Francis McWilliams
- 1993 Sir Paul Newall
- 1994 Sir Christopher Walford
- 1995 Sir John Chalstrey
- 1996 Sir Roger Cork
- 1997 Sir Richard Nichols
- 1998 Sir Peter Levene, barone Levene of Portsoken, KBE
- 1999 Sir Clive Martin
- 2000 Sir David Howard, III baronetto

## XXI secolo
- 2001 Sir Michael Oliver
- 2002 Sir Gavyn Arthur
- 2003 Sir Robert Finch
- 2004 Sir Michael Savory
- 2005 Sir David Brewer
- 2006 Sir John Stuttard
- 2007 Sir David Lewis
- 2008 Ian Luder
- 2009 Nick Anstee
- 2010 Sir Michael Bear
- 2011 Sir David Wootton
- 2012 Sir Roger Gifford
- 2013 Dame Fiona Woolf
- 2014 Sir Alan Yarrow
- 2015 Jeffrey Evans, IV barone Mountevans
- 2016 Sir Andrew Parmley
- 2017 Sir Charles Bowman
- 2018 Sir Peter Estlin
- 2019/20 Sir William Russell (due mandati)
- 2021 Vincent Keaveny
- 2022 Sir Nicholas Lyons
- 2023 Michael Mainelli
- 2024 Alastair King